# 小豆沢
小豆沢（あずさわ）は、東京都板橋区の町名。現行行政地名は小豆沢一丁目～四丁目。全域で住居表示が実施されている。

## 地理
東京都板橋区北東部に位置する。北で新河岸川を隔てて北区浮間、東で北区赤羽北および桐ケ丘、南で北区赤羽西および蓮沼町、西で志村、北西で東坂下と隣接する。東辺および北辺をもって板橋区 - 北区境を形成する。新河岸川対岸の北区浮間とは、新河岸大橋で連絡されている。北辺で都道311号環状八号線（環八通り）、西辺で国道17号中山道が通じている。

### 地形
武蔵野台地成増台の高台と、荒川低地の沖積層の境目にあたる。区の中央部を小豆沢から赤塚にかけてほぼ東西に横断する崖線（がいせん）の区内東端地域で、小豆沢公園を含む三丁目・四丁目の町域を通り、およそ20mの急峻な高低差に多くの坂道が作られている。

### 河川
- 新河岸川

### 地価
住宅地の地価は、2025年（令和7年）1月1日の公示地価によれば、小豆沢2-34-9の地点で51万3000円/m2、小豆沢4-11-18の地点で48万5000円/m2となっている。

## 歴史
廃藩置県実施前は武蔵国豊島郡小豆沢村。

### 沿革
- 1602年（慶長7年）：徳川家康の命により、中山道が整備される。
- 1604年（慶長9年）：中山道に日本橋起点3里地点を示す志村一里塚が造られる。
- 1871年（明治4年）11月：浦和県から東京府に編入。大区小区制実施。
- 1878年（明治11年）：郡区町村編制法により北豊島郡が設置され、東京府北豊島郡小豆沢村となる。
- 1889年（明治22年）4月1日：市制町村制施行により志村と合併、東京府北豊島郡志村大字小豆沢となる。
- 1923年（大正12年）：王子（王志とも）乗合自動車商会（後に中山道乗合自動車を経て、戦後は国際興業バスに統合）が、王子駅 - 志村戸田橋間の路線バス事業を開始。
  - 当時の中山道は、志村大字志に含まれていた。停留所については志村を参照。
  - 1930年代には、他に板橋乗合自動車（後に東都乗合自動車、戦後は国際興業バスに統合）が志村飯田屋前 - 赤羽駅 - 志茂間の路線を運行、小豆沢停留所が設置されていた。
- 1925年（大正14年）：1923年9月1日に発生した関東大震災後の帝都復興計画に伴い、東京都市計画区域内における市街地建築物法による住居・商業・工業地域の指定変更が行われる。北豊島郡志村全域が工業地域内甲種特別地区に指定され、化学薬品工場・危険物取扱工場の設立が可能になる。[9][10]
- 1928年（昭和3年）：大日本セルロイド株式会社（現・株式会社ダイセル）東京工場でフィルム試験場を開設。1932年に映画用ポジフィルムを開発する。
- 1929年（昭和4年）：志村大字小豆沢にオリエンタル酵母工業株式会社創設。国内初の製パン酵母の製造を開始。
- 1932年（昭和7年）10月1日：板橋区発足により、東京府東京市板橋区志村小豆沢町となる（1943年8月1日 東京都制施行）。
- 1933年（昭和8年）～ 1935年（昭和10年）：中山道拡幅・新道（国道17号）建設工事が行われる。[11]
- 1944年（昭和19年）：都電志村線開通、小豆沢町および志村（後の志村坂上）停留場開設。
- 1946年（昭和21年）：志村警察署開設。
- 1947年（昭和22年）：志村小豆沢町が、（旧）小豆沢一丁目～四丁目に分かれる。
- 1956年（昭和31年）：板橋中央医院（現・板橋中央総合病院）開院。日本住宅公団が、板橋区初の賃貸団地として小豆沢住宅を建設する。
- 1961年（昭和36年）5月1日：志村小豆沢町の一部を蓮沼町、泉町、大原町に編入。
- 1962年（昭和37年）3月1日：志村小豆沢町の一部を前野町二丁目に編入。
- 1964年（昭和39年）10月7日：第18回オリンピック東京大会の聖火が中山道を通り、志村警察署前に走者中継点が設置される。
- 1966年（昭和41年）1月1日：住居表示実施により、（旧）小豆沢一丁目～四丁目および（旧）志村町一丁目～三丁目の中山道以東地域が（新）小豆沢一丁目～四丁目に再編される。
- 1966年（昭和41年）5月28日：都電志村線廃止（最終運行日）。
- 1967年（昭和42年）：板橋区立プール開設。
- 1968年（昭和43年）：区立体育館（小豆沢体育館）開設。
- 1968年（昭和43年）12月27日：都営地下鉄6号線開通、志村坂上駅開業。
- 1969年（昭和44年）：ダイセル東京工場閉鎖。
  - 跡地には「小豆沢ガーデンスポーツクラブ」が建設される。
- 1989年（平成元年）：薬師の泉が板橋区により庭園として整備される。
- 2007年（平成19年）：小豆沢ガーデン閉館。
- 2010年（平成22年）：小豆沢ガーデン跡地にショッピングモールセブンタウン小豆沢開業。
- 2023年（令和5年）：志村警察署が、東坂下2丁目の新庁舎に移転。

### 地名の由来
いくつかの説があるが、小豆（あずき）を積んでいた船が沈んで、その小豆が川の水面に浮かび、小豆の澤のように見えたことから小豆澤（後に小豆沢）と呼ばれるようになったという説が有力である。「小豆澤村は往昔、荒川の入り江に傍って七々子崎と唱へし、わずかの湊なり、平将門東国を押領せし頃、貢物の小豆を積来り船この江に沈しかば、此の名は起これり」（『新編武蔵風土記稿』）。源義家が勧請した十二天社はこの地名を採り、小豆澤神社となった。

## 世帯数と人口
2025年（令和7年）3月1日現在（板橋区発表）の世帯数と人口は以下の通りである。
| 丁目         | 世帯数    | 人口     |
| ------------ | --------- | -------- |
| 小豆沢一丁目 | 2,531世帯 | 5,025人  |
| 小豆沢二丁目 | 2,908世帯 | 5,430人  |
| 小豆沢三丁目 | 974世帯   | 1,682人  |
| 小豆沢四丁目 | 2,266世帯 | 3,926人  |
| 計           | 8,679世帯 | 16,063人 |

### 人口の変遷
国勢調査による人口の推移。
| 年                 | 人口   |
| ------------------ | ------ |
| 1995年（平成7年）  | 11,181 |
| 2000年（平成12年） | 11,457 |
| 2005年（平成17年） | 12,640 |
| 2010年（平成22年） | 12,802 |
| 2015年（平成27年） | 14,576 |
| 2020年（令和2年）  | 16,246 |

### 世帯数の変遷
国勢調査による世帯数の推移。
| 年                 | 世帯数 |
| ------------------ | ------ |
| 1995年（平成7年）  | 4,996  |
| 2000年（平成12年） | 5,261  |
| 2005年（平成17年） | 5,999  |
| 2010年（平成22年） | 6,479  |
| 2015年（平成27年） | 7,410  |
| 2020年（令和2年）  | 8,275  |

## 学区
区立小・中学校に通う場合、学区は以下の通りとなる（2021年8月時点）。
| 丁目         | 番地             | 小学校                 | 中学校                 |
| ------------ | ---------------- | ---------------------- | ---------------------- |
| 小豆沢一丁目 | 2～16番          | 板橋区立志村第二小学校 | 板橋区立志村第二中学校 |
| 小豆沢一丁目 | 1番 17～23番     | 板橋区立志村第四小学校 | 板橋区立志村第二中学校 |
| 小豆沢二丁目 | 1～11番 20～36番 | 板橋区立志村第四小学校 | 板橋区立志村第二中学校 |
| 小豆沢二丁目 | 12～19番         | 板橋区立志村第二小学校 | 板橋区立志村第二中学校 |
| 小豆沢三丁目 | 全域             | 板橋区立志村第四小学校 | 板橋区立志村第二中学校 |
| 小豆沢四丁目 | 全域             | 板橋区立志村第四小学校 | 板橋区立志村第二中学校 |

## 事業所
2021年（令和3年）現在の経済センサス調査による事業所数と従業員数は以下の通りである。
| 丁目         | 事業所数  | 従業員数 |
| ------------ | --------- | -------- |
| 小豆沢一丁目 | 125事業所 | 2,503人  |
| 小豆沢二丁目 | 200事業所 | 11,096人 |
| 小豆沢三丁目 | 87事業所  | 2,719人  |
| 小豆沢四丁目 | 89事業所  | 1,077人  |
| 計           | 501事業所 | 17,395人 |

### 事業者数の変遷
経済センサスによる事業所数の推移。
| 年                 | 事業者数 |
| ------------------ | -------- |
| 2016年（平成28年） | 483      |
| 2021年（令和3年）  | 501      |

### 従業員数の変遷
経済センサスによる従業員数の推移。
| 年                 | 従業員数 |
| ------------------ | -------- |
| 2016年（平成28年） | 16,758   |
| 2021年（令和3年）  | 17,395   |

## 交通

### 鉄道
- 東京都交通局
  - 都営地下鉄三田線：志村坂上駅

また町内にJRの駅は存在しないが、北東部からはJR埼京線北赤羽駅も徒歩で利用可能である。

### バス
- 国際興業バス ※出入庫に伴う区間運行系統は特記しているものを除き省略。
  - 志村坂上区民事務所・小豆沢二丁目：赤56 赤羽駅西口行き・高島平操車場行き
  - 志村四小・小豆沢住宅・志村二中：赤56 赤羽駅西口行き・高島平操車場行き、赤54 赤羽駅西口始発桐ヶ丘循環（桐ヶ丘高校経由）、赤54-1 赤羽駅西口始発桐ヶ丘循環（体育館経由）
  - 小豆沢公園・小豆沢通り：赤01 赤羽駅西口行き・平和台駅経由練馬駅行き、赤02 赤羽駅西口行き・成増駅北口行き
  - 志村一里塚・小豆沢：池20 池袋駅西口行き・高島平操車場行き、池21 池袋駅西口行き・舟渡町経由高島平駅行き
  - 小豆沢一丁目：赤53 ときわ台駅行き・西が丘経由赤羽駅西口行き
  - 志村一丁目：赤53 ときわ台駅行き・西が丘経由赤羽駅西口行き
    - ときわ台駅行きの停留所は中山道交差点の東側（赤羽駅寄り）に設置されているが、中山道を渡った先の凸版印刷前にも停留所が追加された。いずれも停留所名は「志村一丁目」で、後者については車内で「志村一丁目・凸版印刷前」と案内している。赤羽駅行きの停留所は凸版印刷前のみで、中山道の東側には設置されていない。
    - 赤羽駅西口始発の蓮沼町循環（赤52系統、平日朝時間帯のみ運転）は、2013年3月15日限りで廃止された。
    - （参考）赤羽西六丁目：赤53系統ときわ台駅行き・赤56系統高島平操車場行き・赤54-1系統桐ヶ丘循環の停留所が小豆沢一丁目町域内に設置されている。赤羽駅方面の停留所は北区桐ケ丘一丁目に設置されている。

### 航路

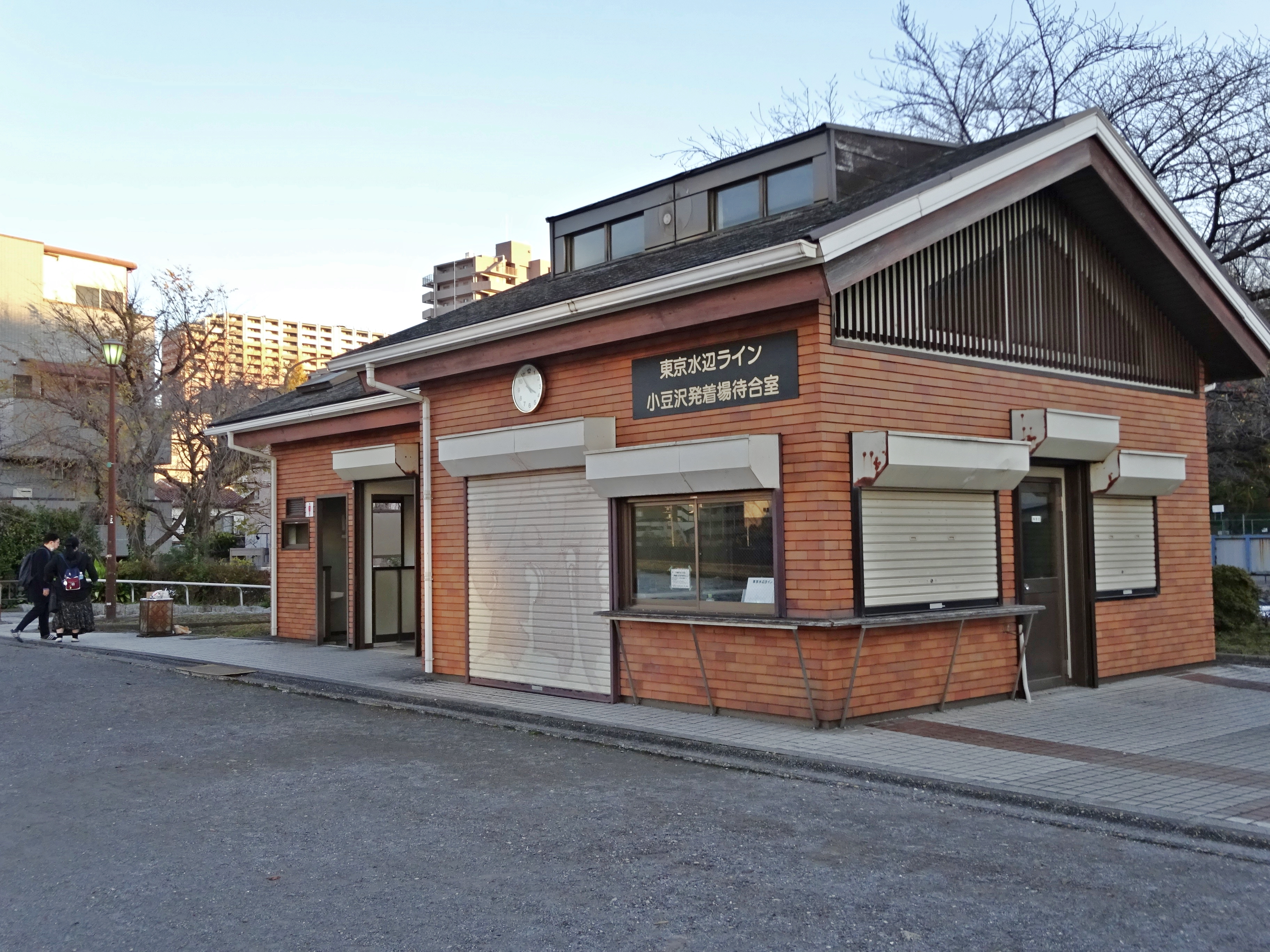
小豆沢発着場待合室

- 東京水辺ライン 小豆沢発着場（新河岸川、国際興業バス小豆沢公園停留所前）

現在、隅田川や荒川を経由する「いちにちゆらり旅」コースとして月1回の特定日のみ運航。

### 道路・橋梁
- 国道17号（中山道）
- 東京都道311号環状八号線（環八通り）
- 東京都道445号常盤台赤羽線（福寿通り）
- 体育館通り
- 新河岸川大橋

## 施設

### 行政
- 志村坂上区民事務所・地域センター管理事務所
- 志村コミュニティホール

### 教育
- 幼稚園・保育園
  - さかうえ保育園
  - 友和の森保育園
- 小学校・中学校
  - 板橋区立志村第四小学校
  - 板橋区立志村第二中学校
- 専門学校
  - 板橋中央看護専門学校
- その他
  - 志村図書館
  - さかうえ児童館
  - 小豆沢児童館
  - 志村第四小学校あいキッズ
  - くもん
  - スクールIE
  - 学研教室
  - ドラキッズ

### 福祉・介護
- さかうえいこいの家
- ハンドベル・ケア 東京店 - 介護用品販売

### 病院、医療機関、開業医等
- 板橋中央総合病院
- 小豆沢病院
- 板橋セントラルクリニック
- 共助会医院
- 浅倉内科クリニック
- すがやこどもクリニック
- 天谷医院
- 小豆沢耳鼻咽喉科クリニック
- 小豆沢整形外科
- 幸田整形外科
- しおきデンタルクリニック
- 浅倉歯科医院
- 志村坂上歯科
- 宗像歯科医院
- 高山歯科医院
- あおき眼科
- 澤眼科
- あずさわ動物病院
- ヒルマ薬局
- あおば薬局
- ゆみ薬局
- 蘭調剤薬局

### 公園・広場・観光地
- 小豆沢公園
- 小豆沢公園 みどりの広場
- 東原公園
- 中原公園
- 31番遊び場
- 新河岸川岸広場

### 金融
- 東京信用金庫 志村支店
- 巣鴨信用金庫 志村支店
- 三菱UFJ銀行 志村坂上支店

### 店舗
- セブン-イレブン
- ファミリーマート（小豆沢一丁目店、小豆沢二丁目店、小豆沢環八通り店）
- ローソン
- ローソンストア100
- デイリーヤマザキ
- 松屋
- マクドナルド
- モスバーガー
- ケンタッキーフライドチキン
- ピザーラ
- ドミノピザ
- ミスタードーナツ
- ドトールコーヒーショップ
- 焼肉の和民
- オリーブの丘
- くら寿司
- ヨークフーズ
- いなげや
- 東武ストア
- まいばすけっと
- サンドラッグ
- ぱぱす
- ユニバーサルドラッグ
- クリエイトSD
- キャンドゥ
- ダイソー
- ヤマダデンキ
- ユニクロ
- ABCマート
- 無印良品
- LoFt
- アカチャンホンポ
- 東京スバル
- 日産プリンス東京
- テスラセンター

### 町会組織
- 一丁目1番～17番：小豆沢一丁目町会
- 一丁目12番～14番：志村町会
- 一丁目15番～23番：小豆沢一丁目町会
- 二丁目1番～11番：小豆沢二丁目町会
- 二丁目12番～19番：志村町会
- 二丁目20番～36番：小豆沢二丁目町会
- 三丁目1番～4番：小豆沢緑町会（崖上）
- 三丁目5番、6番：志村町会
- 三丁目7番1号～23号：志村町会
- 三丁目7番24号：志村五桜町会
- 三丁目7番25～37号：志村町会
- 三丁目8番：小豆沢緑町会（崖上）
- 三丁目9番：小豆沢北町会（崖下）
- 三丁目10番～12番：志村五桜町会
- 四丁目1番～17番：小豆沢緑町会（崖上）
- 四丁目18番～29番：小豆沢北町会（崖下）

### 企業
- 一丁目
  - アステラス製薬株式会社 東京研究センター：2010年1月閉鎖。
  - 東京都プリプレス・トッパン株式会社：印刷組版、デジタルコンテンツ製作。凸版印刷の特例子会社。
  - 東洋印刷株式会社 本社工場：封筒印刷。

- 二丁目
  - トックベアリング株式会社 本社/東京工場/東京営業所 - ベアリングの製造。
  - 株式会社コーセー 基盤技術研究所 - コスメ製造。
  - 凸版情報加工株式会社 - 製本工場。凸版印刷の子会社。
  - 理研計器株式会社 本社/東京工場 - 検知機器、警報機器の製造。
  - ブリヂストンタイヤ東京販売株式会社 板橋支店

- 三丁目
  - オリエンタル酵母工業株式会社 本社、東京食品研究所/東京工場
  - トーハツ株式会社 本社、東京工場 - 船外機、消防ポンプの製造
  - 株式会社TJMデザイン 本社 - プロ向け工具・検知器等の製造。
  - 株式会社TJMダイネット 本社 - リフォーム施工等。

- 四丁目
  - 株式会社トッパンプロスプリント 板橋工場（旧特許紙器）：2008年4月移転、解体工事中
  - 財団法人日本ガス機器検査協会（JIA）東京事業所

### 寺院・神社・教会・宗教施設
- 小豆沢神社
- 龍福寺
- 総泉寺
- 妙徳寺

## 史跡
- 志村一里塚[21] - 板橋区登録文化財/国史跡[22]
- 小豆沢貝塚 - 板橋区登録文化財[22]

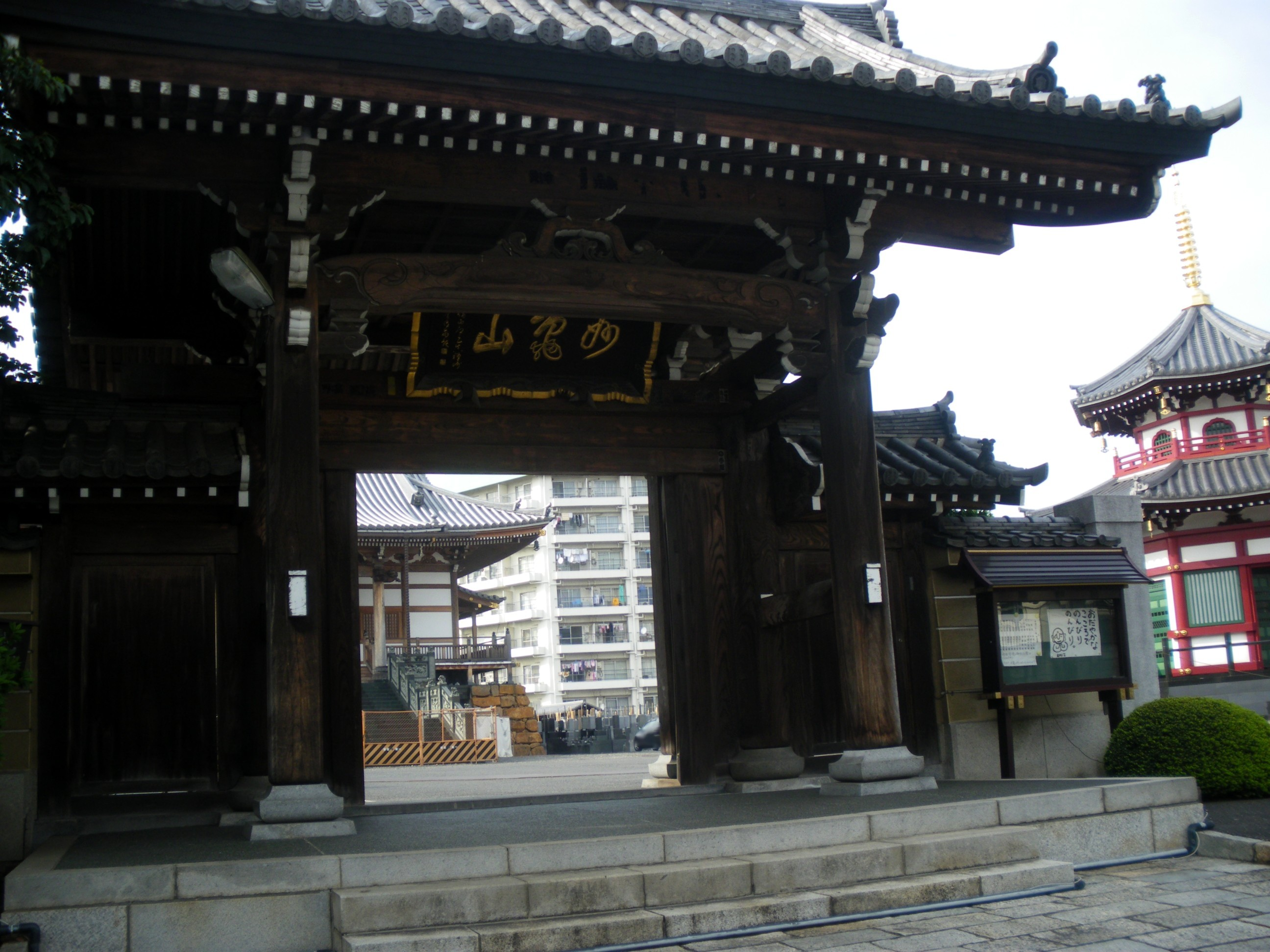
総泉寺
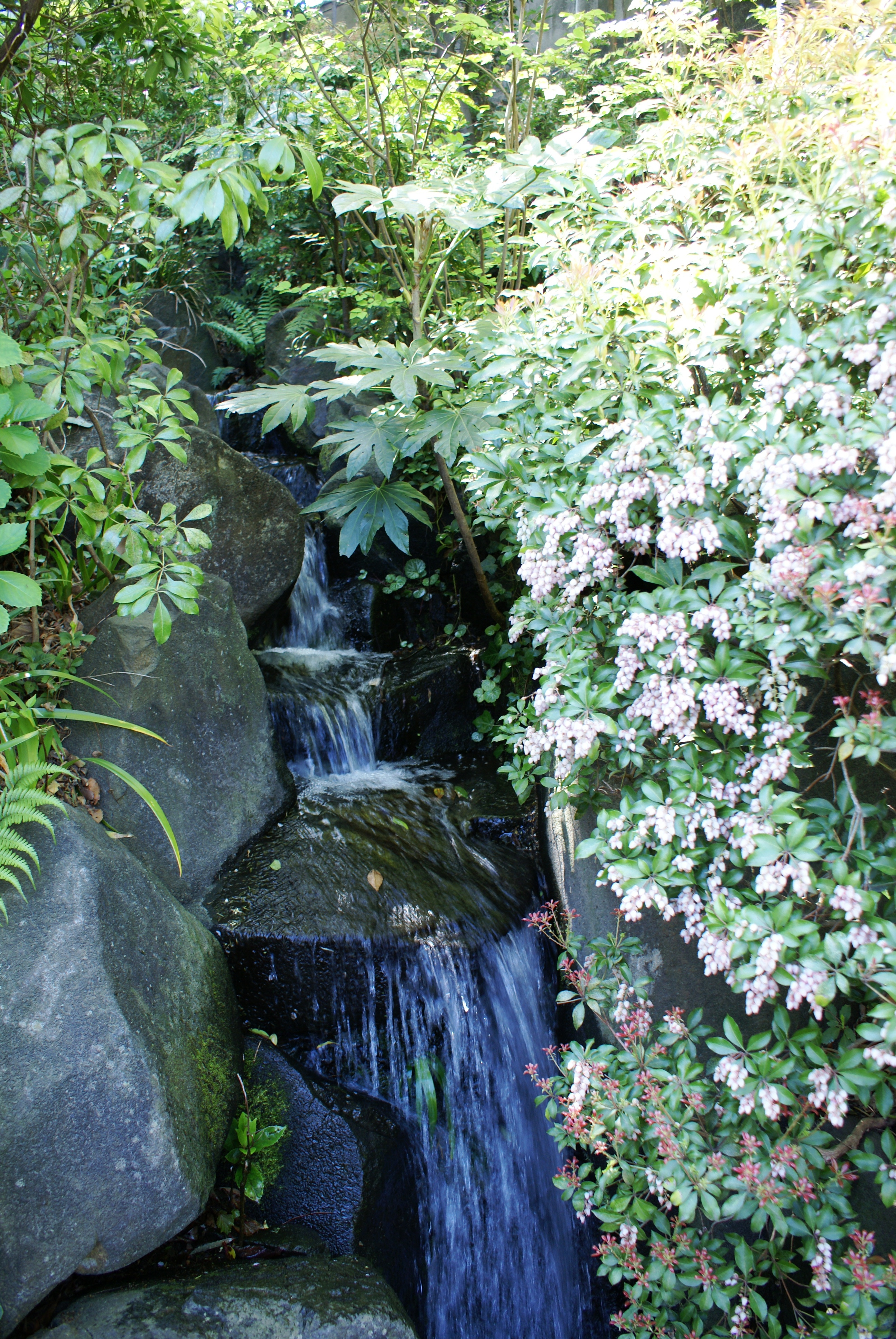
薬師の泉庭園

## その他

### 日本郵便
- 郵便番号 : 174-0051[3]（集配局 : 板橋北郵便局[23]）。